# Panera (Luven)

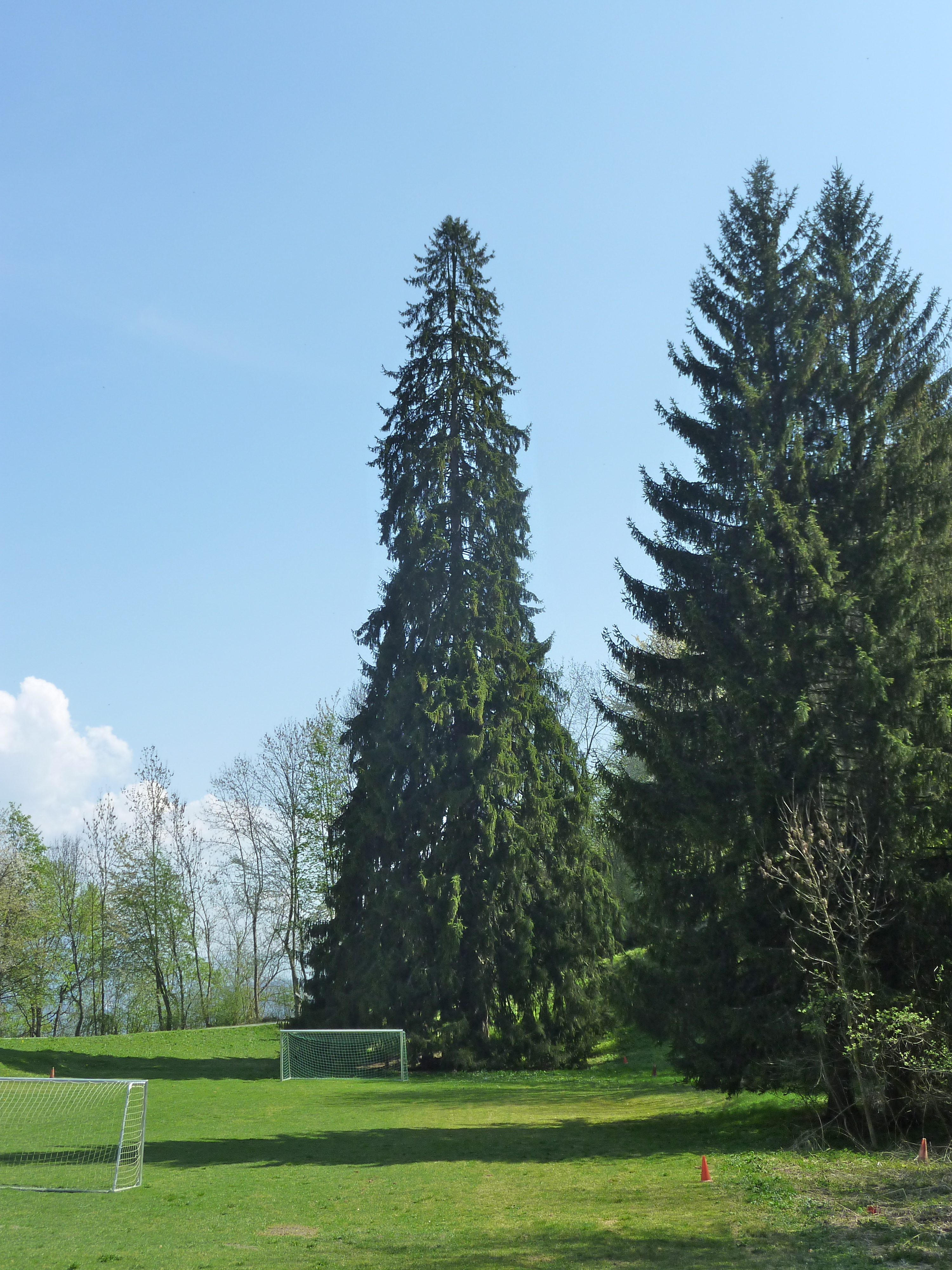
La Panera im April 2011

Panera hiess im Volksmund die höchstgewachsene Gemeine Fichte der Schweiz. Sie stand im Kanton Graubünden auf einer Waldlichtung unterhalb von Luven (Gemeinde Ilanz/Glion) am Übergang der Gruob in das Val Lumnezia.
1971 wurde der Baum auf Betreiben des damaligen Gemeindepräsidenten Martin Vinzens als Schweizer Naturdenkmal unter Schutz gestellt.

## Name
La Panera, betont auf der langgesprochenen zweiten Silbe, bedeutet rätoromanisch im Idiom Sursilvan «das Brotgestell». Gemeint ist ein gegen Mäusefrass hängend angebrachtes Gestell mit kranzförmig angeordneten Holzstangen. Seinen Namen erhielt der Baum aufgrund der Astformationen in der Baumkrone, die sich dort wie ein Brotgestell symmetrisch um den Stamm anordneten.

## Beschreibung
Die Panera stand in der Mulde Bual, die von Luven her über einen steilen Weg erreichbar ist. Die Mulde wurde im 16. Jahrhundert von Bauern gerodet, um Weideland für ihre Tiere zu schaffen. Dem Standort in der Mulde hatte die Panera ihr langes Leben und ihre Grösse zu verdanken: Viel Sonne, genügend Wasser, der Wald ringsum schützt vor Blitzschlag und das Felsband oberhalb der Mulde vor Sturmböen.
Schon 1915 fiel der damals 33 Meter hohe Baum dem Pater und Naturforscher Karl Hager auf. Eine Aufnahme aus jener Zeit zeigt die Panera mit weit ausgebreiteten Ästen. Mittlerweile hängen die Hauptäste jedoch, damit sie unter der Schneelast nicht brechen.
Der Baum erreichte eine Höhe von knapp 48 Metern. Der Umfang des Stammes betrug 5,85 Meter, sein Durchmesser 1,80 Meter. Sein Alter wurde auf 250 Jahre geschätzt; ihr Holzinhalt beträgt rund 40 Kubikmeter.  Zum aussergewöhnlichen Höhenwuchs hatte die perfekte konische Form des kerzengeraden Baums beigetragen. Um den Baum war ein Spielplatz mit Feuerstelle angelegt.
Im Verlauf des Jahres 2017 war die Panera erkrankt und starb im Lauf der Zeit völlig ab. Am 12. Dezember 2018 wurde der Baum aus Sicherheitsgründen gefällt.
Der Wurzelstock und eine darauf stehende Skulptur eines Tannzapfens aus dem Holz der Panera wurden mit einem pyramidenförmigen Walmdach vor der Witterung geschützt. Der Unterstand wurde am 24. August 2019 anlässlich eines Sommerfestes eingeweiht. Daneben erinnern vier mächtige Stammteile an die Panera.

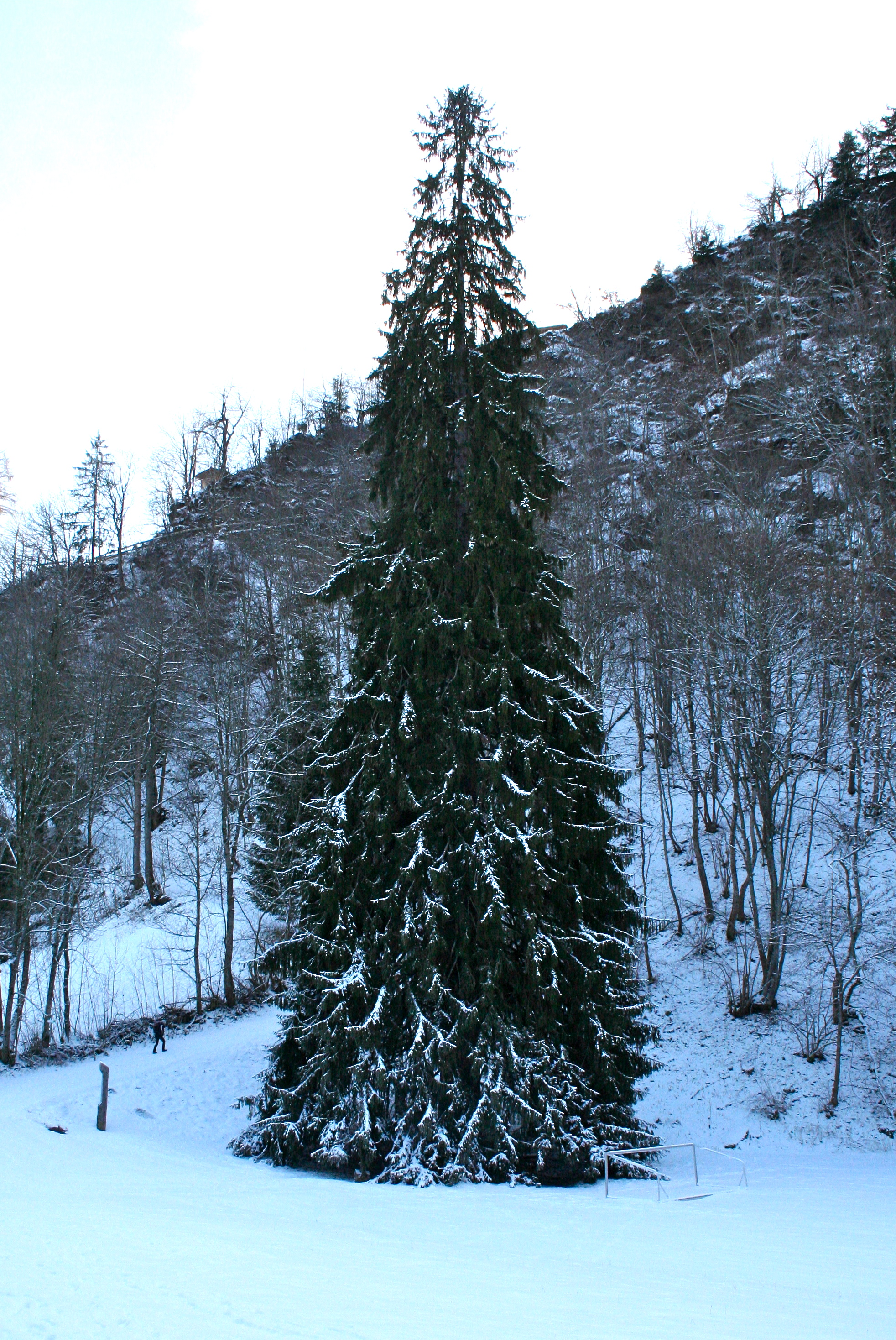
La Panera im Dezember 2010. Grössenvergleich: Spaziergänger links des Baumes
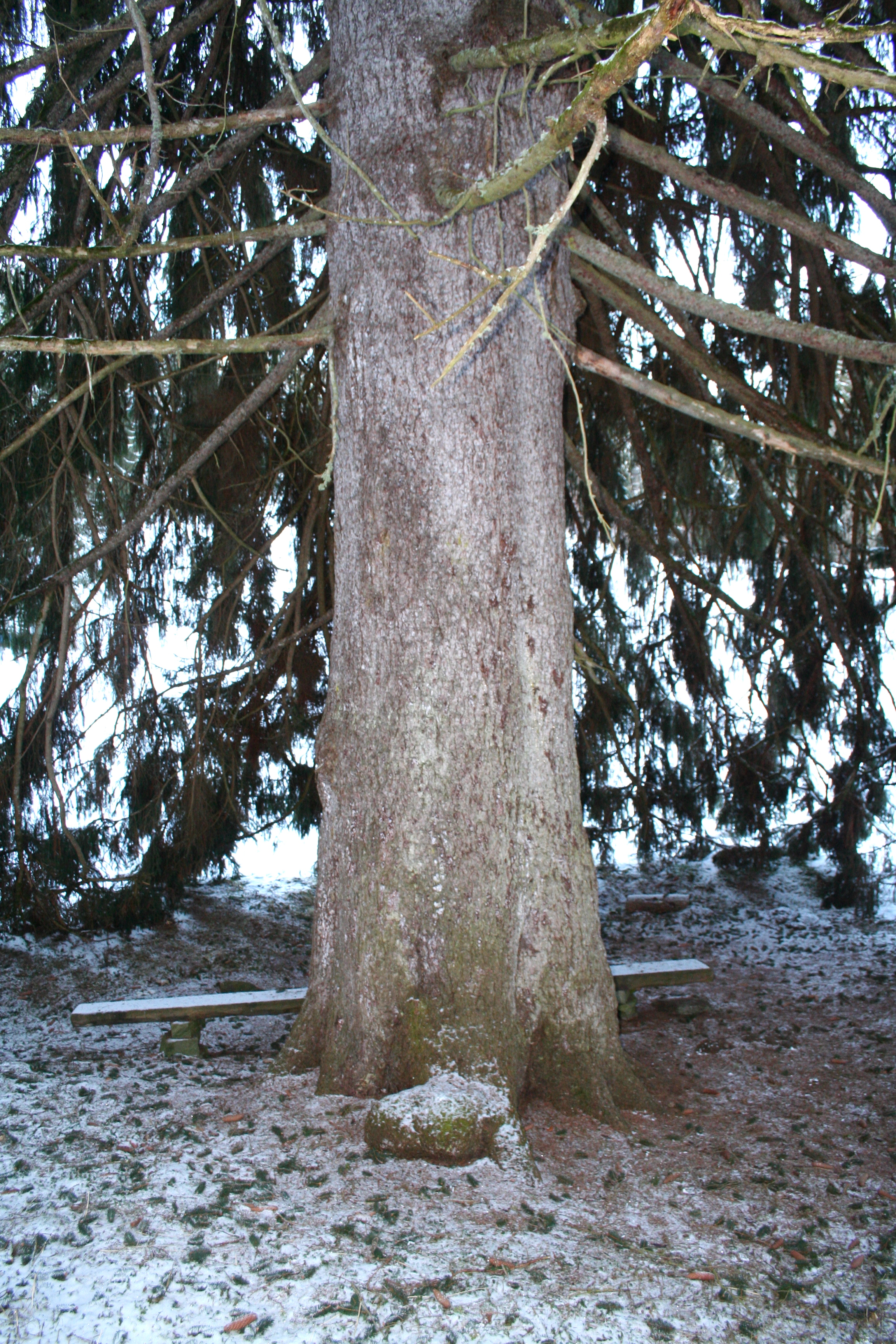
Fuss der Panera
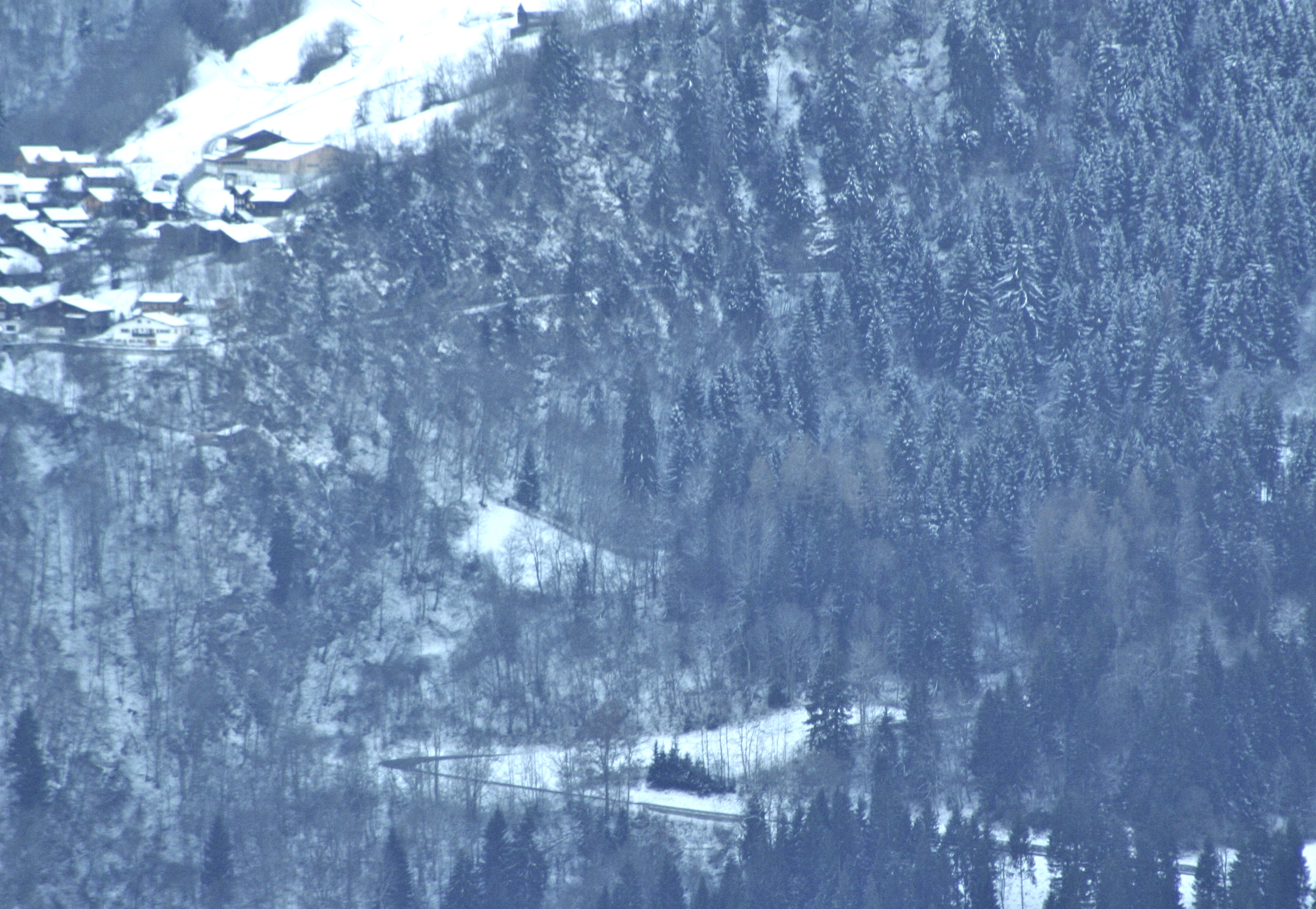
In der Bildmitte: La Panera
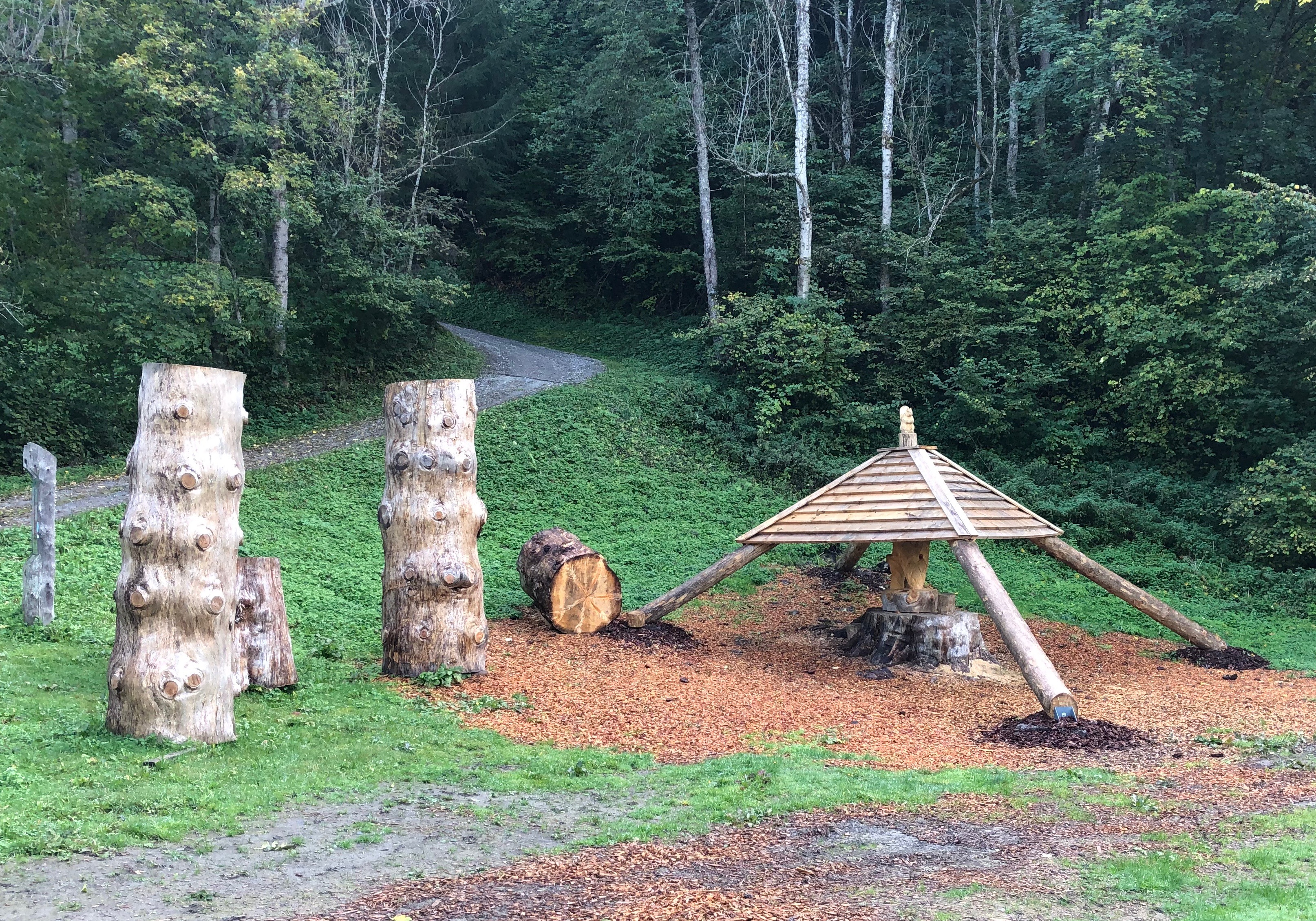
Unterstand im Oktober 2019